# Mjösjön (Misterhults socken, Småland)
Mjösjön är en mindre våtmark, tidigare sjö i Oskarshamns kommun i Småland och ingår i Marströmmen-Viråns kustområde.